# پری دریایی
پری دریایی در فرهنگ عامه، یک موجود افسانه‌ای آبزی است که سر و تنه‌ای به شکل یک زن زیبا و دمی شبیه به ماهی دارد. پری دریایی، در بسیاری از افسانه‌ها اینطور تصویر شده‌است که در کنار ساحل دریا می‌ایستد و با یک دست در حال شانه‌کردن موهای بلندش و در دست دیگرش آینه‌ای را نگاه داشته‌است. در قصه‌های بسیاری، پریان دریا، غالباً به پیشگویی اتفاقات آینده می‌پردازند، گاهی از روی اجبار، نیروهای فراطبیعی خود را به انسان‌ها می‌بخشند و گاهی عاشق انسان‌ها شده، یا با فریفتن انسان‌های فانی که دل در گرو عشق آنها بسته‌اند، آنها را به قعر دریا می‌برند. تشابهاتی بین افسانه‌های پری دریایی و افسانه‌های سیرن (حوری دریایی اسطوره‌های یونان) وجود دارد.
گرچه پریان دریا، در افسانه‌ها گاهی مهربان و خوش‌نام‌اند، اما به‌طور معمول پلید تصویر شده‌اند، هدایایشان بدیمنی می‌آورد، اگر آزرده‌خاطر شوند، موجب به‌پاشدن طوفان و سایر بلایا می‌شوند، به‌طوری که دیدن یکی از آنها در دریا، نشانه غرق شدن کشتی بوده‌است. برخی چون لورلای رود راین، با خواندن آوازهای زیبا موجب جلب ماهیگیران و دریانوردان به دریا و غرق شدن آنها شده و بعضی مثل پری دریایی حکاکی شده در سکوی کلیسای «زنور» در «کورنوال» انگلستان، مردان جوان را می‌فریبند تا برای زیستن با آنان به اعماق دریا روند.
هانس کریستین اندرسن، در داستان محبوب پری دریایی کوچولو که در سال ۱۸۳۶ آن را به رشته تحریر درآورد، دربارهٔ پریان دریایی اینگونه نقل می‌کند که آنها فراموش می‌کنند که انسانها نمی‌توانند در زیر آبها نفس بکشند، حال آنکه به عقیده برخی دیگر، آنها از روی کینه و دشمنی، انسانها را غرق می‌کنند.
پری دریایی در افسانه‌های بسیاری از فرهنگ‌های جهان، از تمدن آشوریان تا بابل و یونان باستان وجود دارد. در بعضی افسانه‌های اروپایی آمده پری دریایی توانایی برآورده کردن آرزوهای انسان‌ها را دارد، و در ژاپن معروف است که خوردن گوشت پری دریایی سبب جوان ماندن و زندگی جاوید می‌شود.
برخی زمینه خلق افسانه‌های پری دریایی را پستانداران آبزی چون گاوهای دریایی و دوگانگها می‌دانند که در کنار ساحل دریا به نحوی مثل انسان‌ها به شیردادن به بچه‌هایشان می‌پردازند.

## در متن‌های فارسی
در ایران نیز داستان پری دریایی وجود دارد به خصوص در جنوب ایران، در مجاورت خلیج فارس.
چنان‌که در داستان‌های منیرو روانی‌پور با نام آبی‌ها و قرمزها دیده می‌شوند.
واژهٔ پری دریایی از پری + دریایی ساخته شده است. واژهٔ پری در لغت‌نامه دهخدا به نقل از غیاث‌اللغات و منتهی‌الارب، به معنای «جن» و «فرشته» آمده است؛ غیاث‌اللغات دربارهٔ این واژه آورده است: «نوعی از زنان جن که نهایت خوبرو باشند» و در منتهی‌الارب، پری متضاد دیو دانسته شده است. فرهنگ فارسی معین و فرهنگ عمید هم پری را به معنای جن دانسته‌اند.
در متن‌های کهنِ داستانی فارسی از آدمی‌وشانی که در دریا زندگی می‌کنند نام برده شده‌است. ایشان را مردمِ آبی خوانده‌اند. این مردمان آبی به‌عادت از آدمیان گریزانند. لیک بر اثر مجاورت با آدمیان انس می‌گیرند، خاصه آدمیانی که به جزیره‌های متروک افتاده‌اند. مردمان آبی سخن آدمیان نمی‌دانند لیک به زبان اشاره ارتباط بر قرار توانند کرد. با آدمیان جفت‌گیری توانند کرد و صاحب فرزند توانند شد.
حمدالله مستوفی در بخش جانورشناسی نزهةالقلوب که با استناد به عجایب‌المخلوقات نوشته شده‌است از «آدمی آبی» نام می‌برد. او آدمیان آبی را از همه حیث چون آدمیان برّی خوانده‌است جز آنکه به جثه کوچک‌ترند و دم می‌دارند. شباهت به انسان[های بری] به قدری در نظر نویسنده زیاد بوده‌است که «جهت لفظ انسانیت» ترتیب الفبایی را درآوردن نام ایشان رعایت نکرده‌است و آدمی آبی را در صدر فهرست جانوران بحری آورده‌است. برخلاف باورهای اروپایی که در بالا گفته آمده‌است، دریانوردان ایرانی، دیده‌شدن مردمان آبی را خوش‌یمن دانستندی. چنان‌که مستوفی هم نوشته‌است: «ظهورشان در بحر، دریاورزان را خرّمی افزاید و آن را سبب آرام دریا دانند».

## نگارخانه

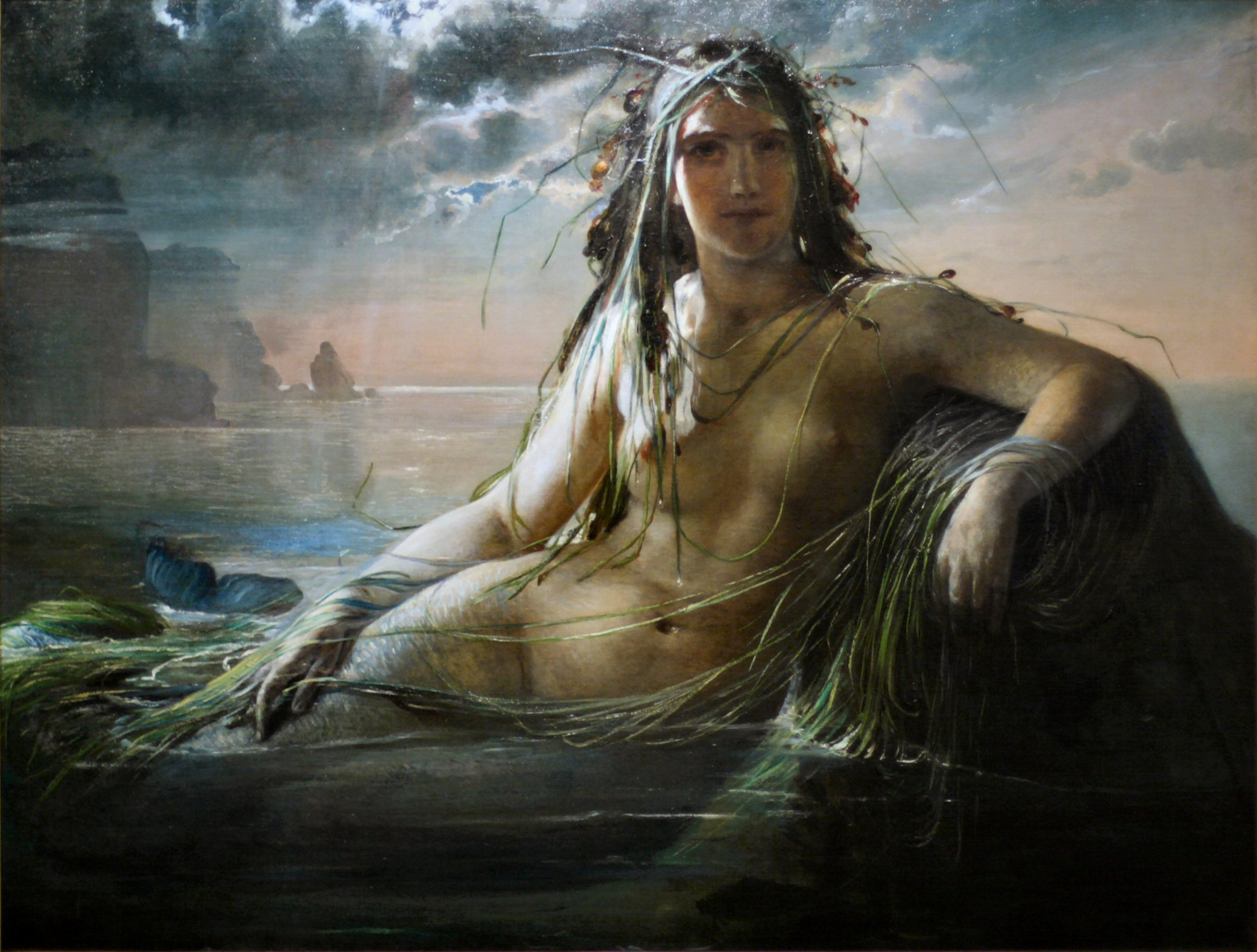
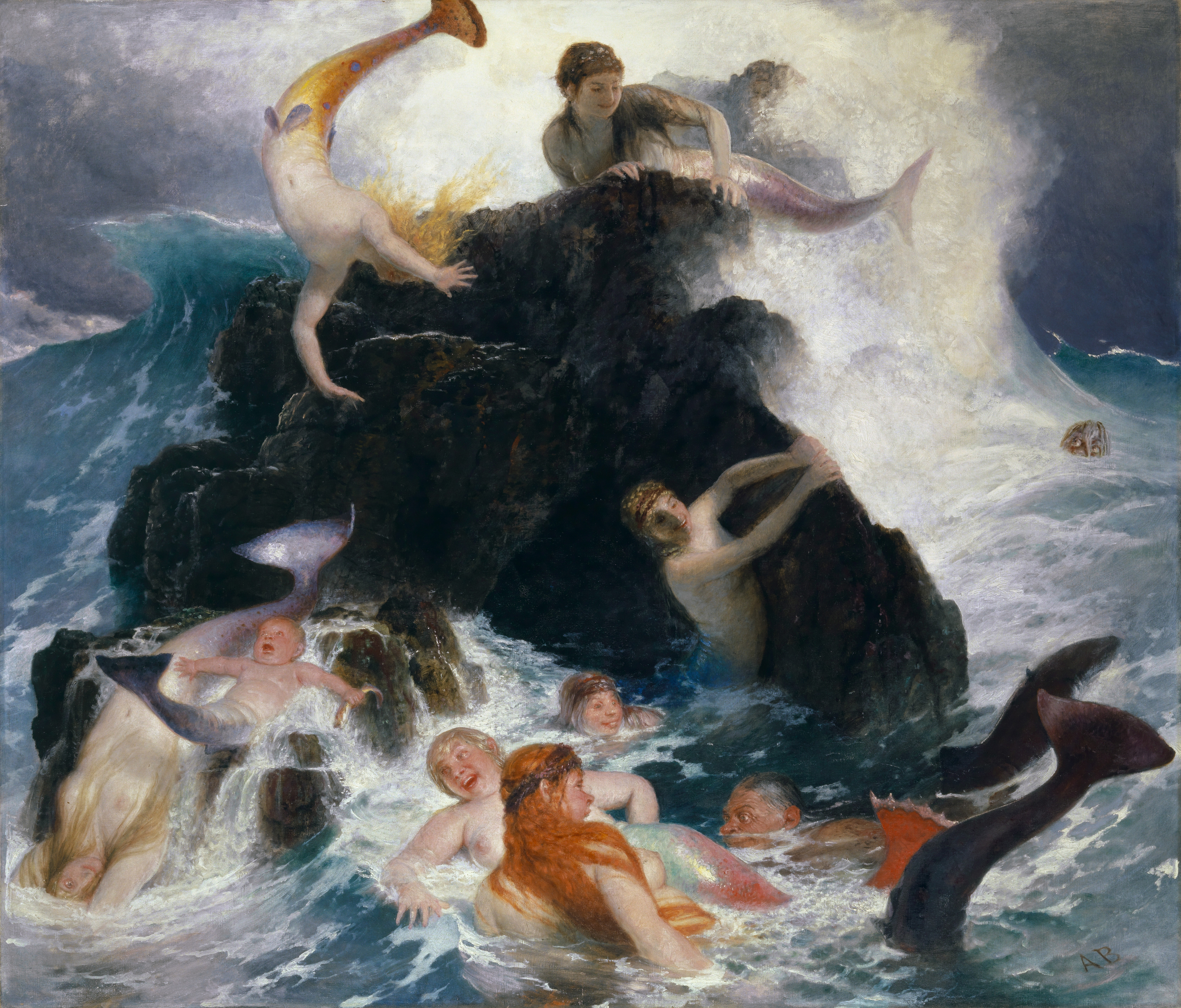
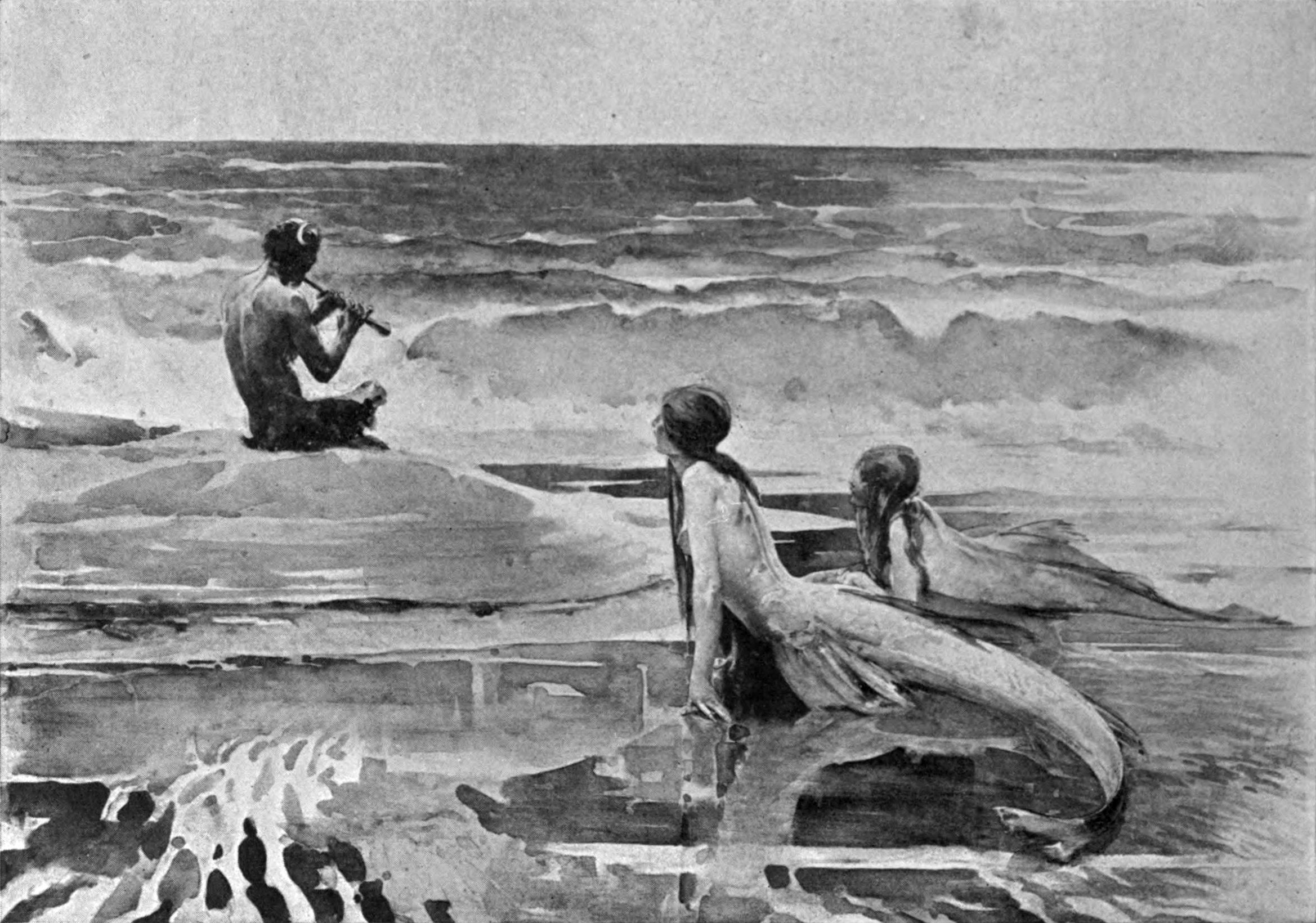
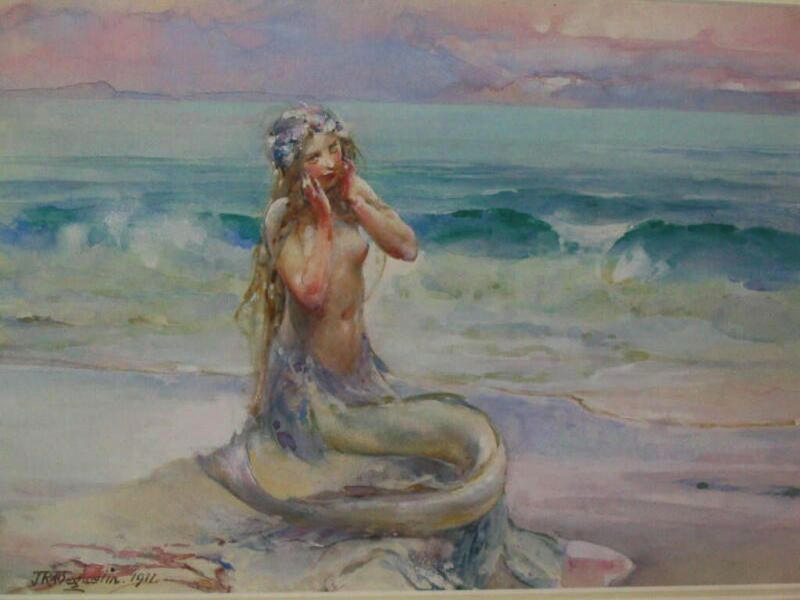
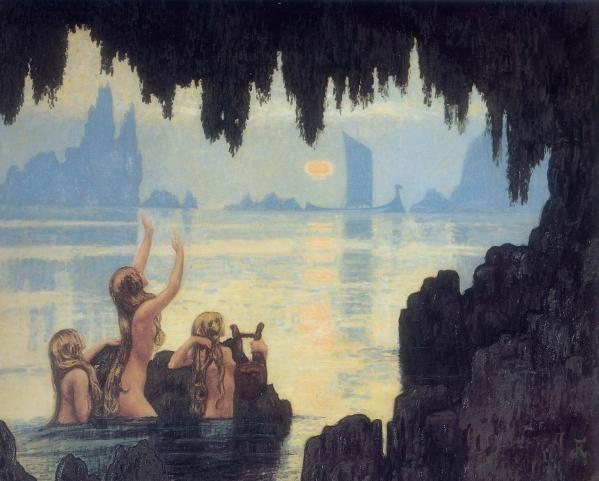
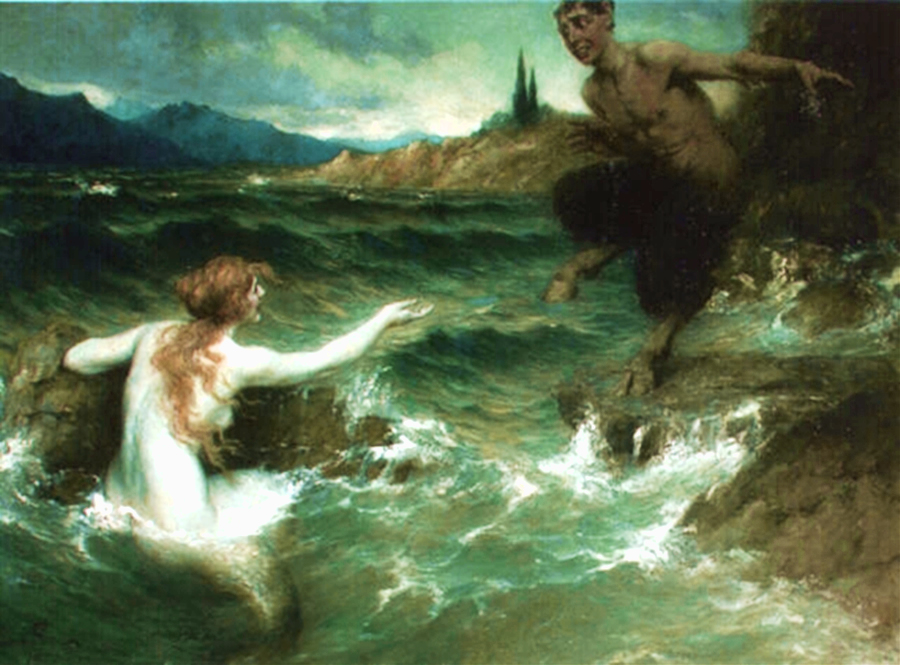
پری دریایی و ساتیر، اثر فردیناند لیک(۱۹۱۷)
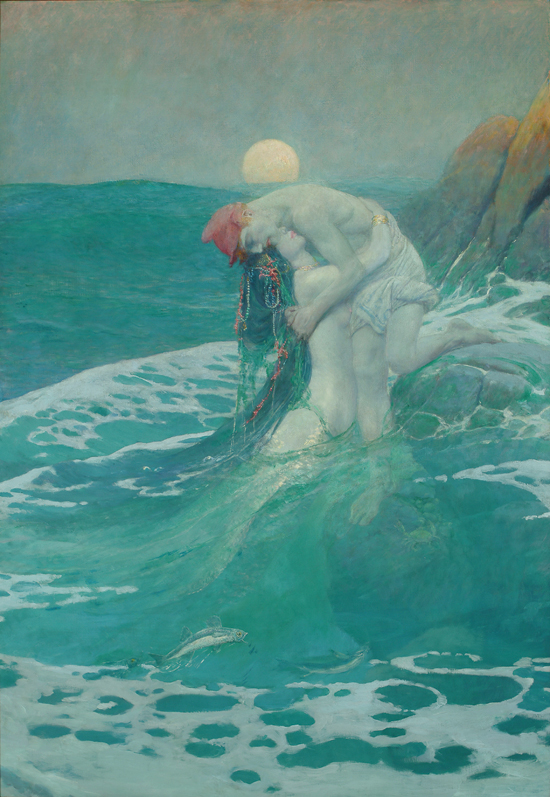
پری دریایی، اثر هاوارد پایل(۱۹۱۰)
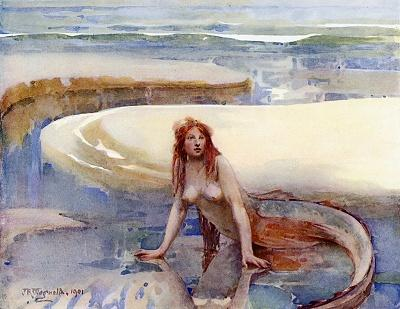
رنگین کمان خزیده در خم شن، اثر جان رینهارد وگوئلین(۱۹۰۱)

## فهرست گزیدهٔ منابع و مآخذ
- طرسوسی، ابوطاهر محمدبن حسن (۱۳۷۴)، داراب‌نامهٔ طرسوسی (۲ جلد)، به کوشش به کوشش و مقدمهٔ ذبیح‌الله صفا.، تهران: انتشارات علمی و فرهنگی
- مستوفی، حمدالله (۱۳۱۱ق)، نزهةالقلوب، به کوشش حسب الفرمایش آقامیرزا محمد ملک الکتاب شیرازی.، بمبئی تاریخ وارد شده در |سال= را بررسی کنید (کمک)